# 45 (canção)
"45" é uma canção escrita por Tony Battaglia e Brent Smith, gravada pela banda Shinedown.
É o segundo single do álbum de estreia lançado em 2003 Leave a Whisper

## Paradas
| Ano  | Parada                     | Posição |
| ---- | -------------------------- | ------- |
| 2004 | Hot Mainstream Rock Tracks | 3       |
| 2004 | Modern Rock Tracks         | 12      |